# Cryptocarya wyliei
Cryptocarya wyliei là loài thực vật có hoa trong họ Nguyệt quế. Loài này được Stapf miêu tả khoa học đầu tiên năm 1912.